# Relacions entre Angola i Estats Units
Les relacions entre Angola i Estats Units es refereix a les relacions bilaterals històriques i actuals entre la República d'Angola i els Estats Units. Aquestes relacions van ser tenses durant la Guerra Civil angolesa quan els Estats Units recolzaren als rebels d'UNITA, però han millorat des que el govern d'Angola va renunciar al marxisme el 1992 .

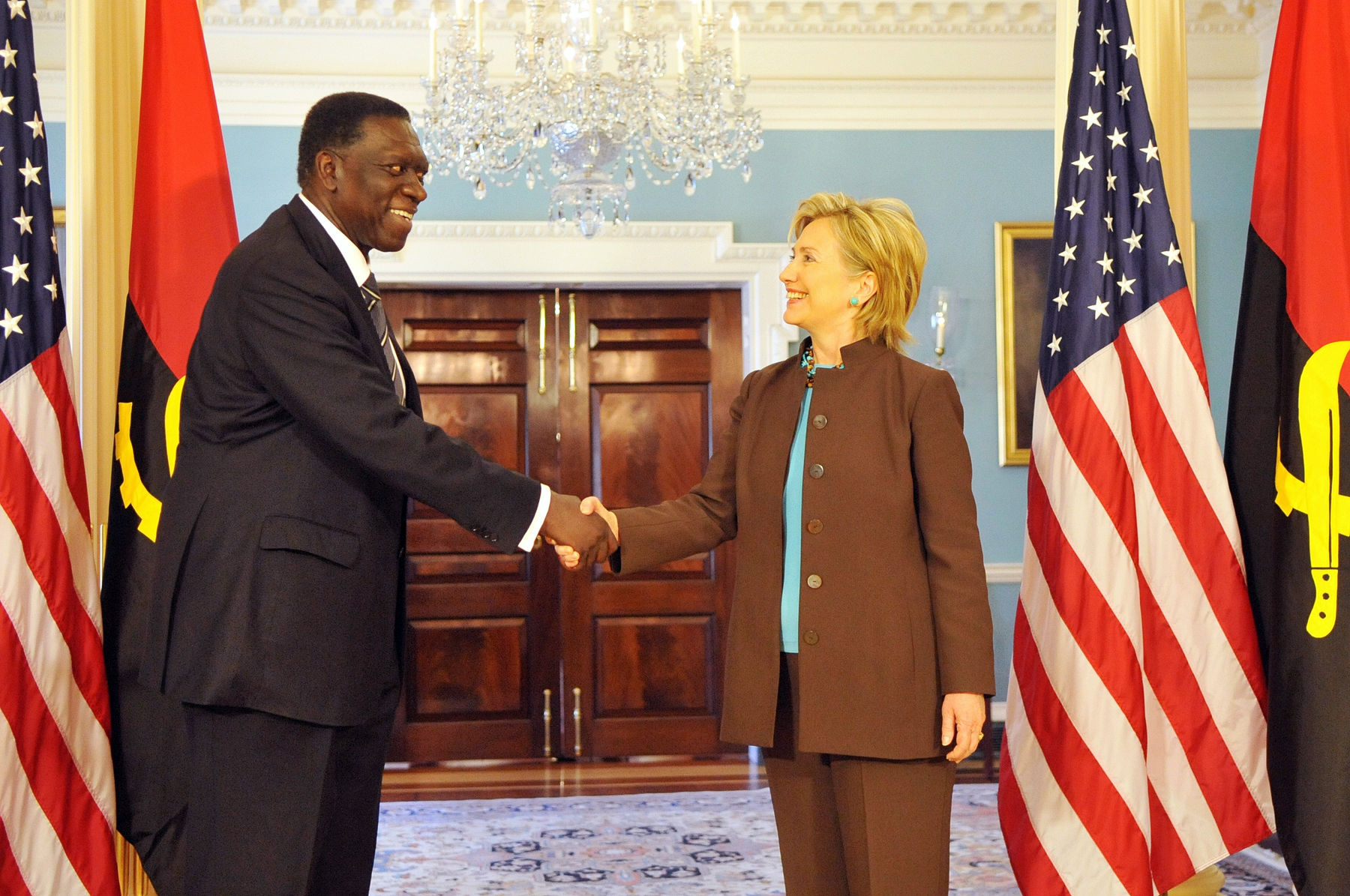
Hillary Clinton amb el ministre de Relacions Exteriors d'Angola, Assunção Afonso dos Anjos.

## 1970-2002 - Suport dels Estats Units a FNLA i UNITA
Des de la dècada de 1970, els Estats Units va recolzar al Front Nacional d'Alliberament d'Angola (FNLA) i després als insurgents d'UNITA oposats al partit polític governant, el Moviment Popular per a l'Alliberament d'Angola.

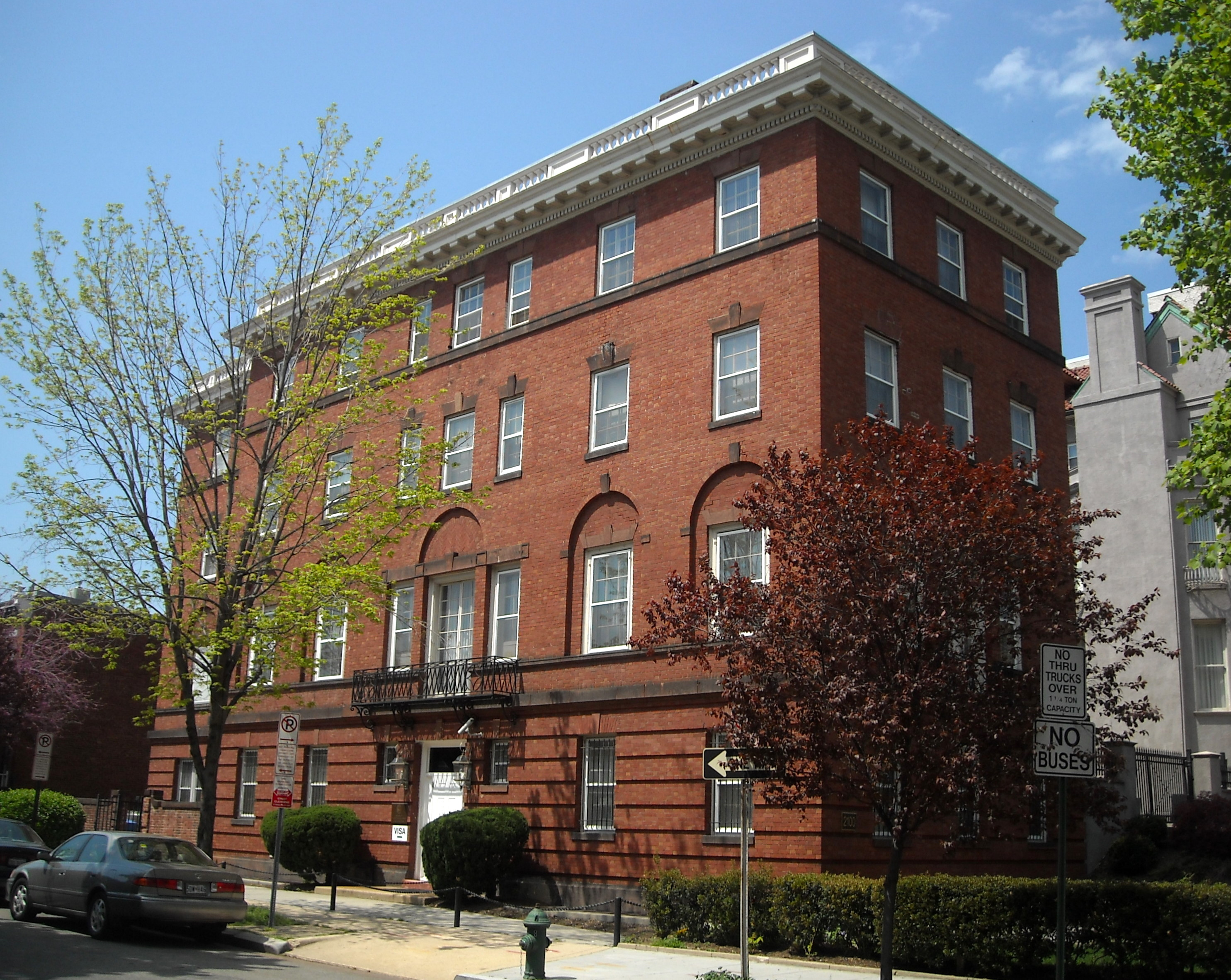
Ambaixada d'Angola a Washington, D.C.

Quan es va saber que la Cuba comunista havia enviat 30.000 soldats a Angola, l'administració republicana del president Ford va intentar contrarestar-ho. Això va ser frustrat per l'Esmena Tunney/Clark, aprovada pel Congrés de majoria demòcrata i que en prohibia qualsevol implicació.
Els Estats Units es va oposar a l'adhesió d'Angola a la Nacions Unides des de la seva declaració d'independència el 1975 fins a la seva acceptació al desembre de 1976. Angola no ha tingut relacions formals amb els Estats Units fins a 1993.
En una reunió del Consell Nacional de Seguretat (NSC) el 27 de juny de 1975 en la que hi participen el president Gerald Ford, el secretari d'Estat Henry Kissinger, el secretari de Defensa James Schlesinger, i el director de la CIA William Egan Colby, entre d'altres, els Estats Units van vigilar més de prop el desenvolupament a Angola, sobretot després de ser conscients de l'ajuda soviètica al MPLA. Van trobar que els portuguesos va abandonar el país sense cap mena de preparació per a la independència. Estava clar que el qui controlés la capital controlaria el país, de manera similar a la situació durant la guerra civil al Congo, on els Estats Units van ajudar els seus aliats a tenir èxit en controlar la capital Leopoldville i recuperar el control de tot Zaire.
Els Estats Units consideraren la neutralitat o la campanya diplomàtica, ambdues després de la dimissió de Kissinger. En una conversa el president Ford va declarar, que tot i les eleccions previstes, és important posar "el seu home" en primer lloc, en referència a Savimbi. El secretari Schlesinger creia que els Estats Units "pot ser que vulguin encoratjar a la desintegració d'Angola. Cabinda a les urpes de Mobutu significaria una seguretat molt més gran dels recursos del petroli." En qualsevol cas l'èxit ha d'estar assegurat abans de fer qualsevol altra cosa que mantenir-se neutral. Pel president era inacceptable no fer res. Es va ordenar la preparació d'opcions.
Els Estats Units coneixien els plans d'invasió encoberta de Sud-àfrica i cooperaren militarment amb ells, contràriament al testimoni de Kissinger al Congrés en el moment, així com la versió d'en les seves memòries i el que el president va dir Ford als xinesos, que eren preocupats per la participació de Sud-àfrica a Angola.
Un informe de Henry Kissinger el 13 de gener de 1976 dona una idea de les activitats i les hostilitats a Angola, entre altres coses:
| « | A continuació un informe de situació actualitzat basat en fonts classificades. - A: Diplomàtica - (1) Dues delegacions cubanes eren presents a Addis Ababa. Durant la recentment conclosa trobada de l'Organització d'Unitat Africana (OUA) una …..(delegació?), encapçalada per Osmany Cienfuegos, funcionari del PCC ? encarregat d'Àfrica i Orient Mitjà i membre del Comitè Central del PCC, va visitar el Congo, Nigèria, Uganda i Algèria abans de la trobada de l'OUA. Una altra delegació era encapçalada per l'ambaixador cubà Ricardo Alarcón. - (2) A finals de desembre i principis de gener una delegació del MPLA va visitar Jamaica, Guyana, Veneçuela i Panamà per obtenir suport a la seva causa. La delegació encara és a la regió. - B: Militar - (1)S'estima que Cuba podria tenir ara uns 9.000 soldats a Angola, basat en el nombre d'enviaments aeris i marítims cubans a Angola. L'assistència militar al MPLA podria costar-li a Cuba l'equivalent a uns 30 milions de dòlars. Aquesta xifra inclou el valor de l'equipament militar que Cuba ha enviat a Angola, la despesa del transport d'homes i material, i la despesa del manteniment de les tropes al terreny. - (2)Els soldats cubans van ser els més afectats pels combats en l'ofensiva del MPLA al sector nord la darrera setmana i en la que el MPLA va capturar Uíge (Carmona). El MPLA pot avançar per a una ofensiva al sud, parcialment, a petició de la SWAPO. - (3)S'ha informat que vuit caces de combat soviètics, probablement MiG-17s, s'han acoblat a Luanda. Aquests caces arribaren d'una font desconeguda a finals de desembre. S'espera que vuit MiGs, tipus desconegut, arribin a Angola des de Nigèria, nombrosos pilots cubans hi arribaren en desembre. Els pilots operen nombrosos avions disponibles pel MPLA inclòs un Fokker Friendship F-27. Els cubans operaran els MiGs. - (4)Les tropes cubanes tenen el control total de Luanda el 9 de gener. Hi han organitzat patrulles de seguretat, controls policials i aparentment aviat assumiran el control del complex de l'aeroport de Luanda. - (5)Cuba podria haver començat a usar l'aparell soviètic IL-42 amb capacitat per 200 passatgers en les seves operacions aèries. L'IL-42 té el doble de capacitat que els Bristol Britannias i IL ? que Cuba havia usat prèviament i amb un alt grau d'èxit. L'IL-42 marxà de l'Havana cap a Luanda el 10-11 de gener. - C: Altres: Tots els vols comercials portuguesos que arriben ara a Luanda transporten tants aliments com podem. El subministrament d'aliments disponibles per a la població en general s'han tornat vital. | » |

En 1977 Jeremias Chitunda, representant d'UNITA als Estats Units, va convèncer els Estats Units canviar el seu suport del FNLA a UNITA després de la victòria del MPLA sobre el FNLA a la batalla de Quifangondo.

## 2002 – Estats Units reconeix al MPLA
Després que el govern va renunciar al marxisme, els Estats Units reconegueren el govern d'Angola. En 1995 António dos Santos França esdevingué el primer ambaixador angolès als Estats Units. El Secretari d'Estat dels Estats Units Colin Powell va visitar Angola i Gabon en setembre de 2002 i entre altres afers van discutir sobre petroli.
L'ajuda dels Estats Units a Angola suposava uns 188 milions de dòlars en 2003, la majoria d'ella en els serveis de salut i control de malalties. El programa d'USAID menjar per pau a Angola va proporcionar 30 milions de dòlars en 2005. Actualment Angola és el segon soci comercial dels Estats Units a l'Àfrica subsahariana, principalment a causa del petroli. Angola produeix 200.000 metres cúbics diaris de petroli, el segon productor d'Àfrica després de Nigèria. S'espera que augmenti a 320.000 metres cúbics diaris en 2008. En 2005 el President José Eduardo dos Santos va visitar Washington, D.C. en un signe de les càlides relacions entre ambdós països. En maig de 2007 el Council on Foreign Relations va dir, "Pocs països africans són més importants per als interessos dels Estats Units que Angola."

### Iniciatives actuals
El programa de desenvolupament d'USAID a Angola en 2007 ha estat consistetn amb l'estatus del país com a país en desenvolupament en una conjuntura crucial en el seu desenvolupament i reconstrucció. L'any 2006 el pressupost del programa va ser de 25,5 milions de dòlars i enfocat en l'enfortiment de la societat civil, la millora de la governabilitat i la democratització; anàlisi econòmica i la reforma de la política econòmica orientada al mercat; la productivitat del sector agrícola; salut de mares i infants; prevenció del VIH/SIDA, educació i assessorament voluntari; i el desenvolupament del personal.
Angola també va llançar un important programa per combatre la malària a través de la President's Malaria Initiative (PMI). L'objectiu de justícia governativa i democràcia és enfortir les institucions necessàries per a la governabilitat democràtica reforçant les organitzacions de la societat civil i promovent la descentralització del govern local; fomentar mitjans de comunicació independents, la transparència del govern, la responsabilitat i la capacitat, fomentar el diàleg entre ciutadans i govern; i preparar el terreny per a unes eleccions lliures i justes. L'objectiu Invertir en Persone té com a objectiu millorar la salut materna i infantil i prevenir la propagació del VIH/SIDA i altres malalties infeccioses, ajudant les comunitats i institucions a proporcionar serveis de salut necessaris i dur a terme programes de prevenció del VIH/SIDA. El PMI és el programa de salut més gran i expandeix esforços en ampliar les intervencions preventives i de tractament de provada eficàcia cap a l'assoliment d'una cobertura del 85% en els grups vulnerables i la reducció del 50% en la morbiditat per malària. L'objectiu Creixement Econòmic fomenta la política econòmica i la reforma del sector financer; l'accés al crèdit per micro, petites i mitjanes empreses; i l'expansió del comerç i la inversió.
Per ajudar amb la reforma econòmica, l'any fiscal 2007 el Departament d'Estat va proporcionar 2,2 milions de dòlars per treballar el règim de propietat de la terra, la política econòmica, i el sector financer. Es van proporcionar 143.000 dòlars addicionals en donacions als projectes de desenvolupament comunitari i organitzacions no governamentals (ONG) que patrocinin projectes de suport a la democràcia i els drets humans. Es van proporcionar 152.000 dòlars en Educació i Entrenament Militar Internacional (IMET) per a l'ensenyament d'anglès a les Forces Armades Angoleses. Continuà la formació professional per formació legal del personal a la International Law Enforcement Academy (ILEA) a Gaborone, Botswana. El programa Safe Skies for Africa proporcionà 800.000 dòlars en equips i formació per a les autoritats de l'aviació civil angolesa. Com a part del seu programa públic diplomàtic, l'ambaixada va proporcionar vora 434.000 dòlars en formació en anglès, intercanvis educatius, beques i serveis de recerca d'informació. El Departament d'Estat va proporcionar 6 milions per desactivar mines terrestres, i destruir armes petites i municions. Aquests projectes han tingut un paper important en la neteja de les terres agrícoles i l'obertura de les xarxes de carreteres i augmentar les àrees d'accés del país més afectades per les mines terrestres.
Al mateix temps la relació comercial basada en l'energia va continuar ampliant altres llaços. Una branca ha estat el desenvolupament d'una relació entre la ciutat germana ciutat de Lafayette (Louisiana) i Cabinda i entre Houston, Texas i Luanda. La Universitat Catòlica d'Angola té estrets vincles amb una sèrie d'institucions estatunidenques i ha rebut del Fons d'Assistència per a l'Educació d'Angola, una organització estatunidenca sense ànim de lucre organitzada per Citizens Energy de Boston. Sonangol té un programa a llarg termini de formació de professionals a les universitats estatunidenques, com a complement de política de Chevron de formació als Estats Units per al creixent grup de professionals angolesos.

## Ambaixades
L'ambaixada dels Estats Units es troba a Miramar, Luanda. L'ambaixada d'Angola als Estats Units es troba al 16th Street, NW a Washington, D.C.

## Consolats

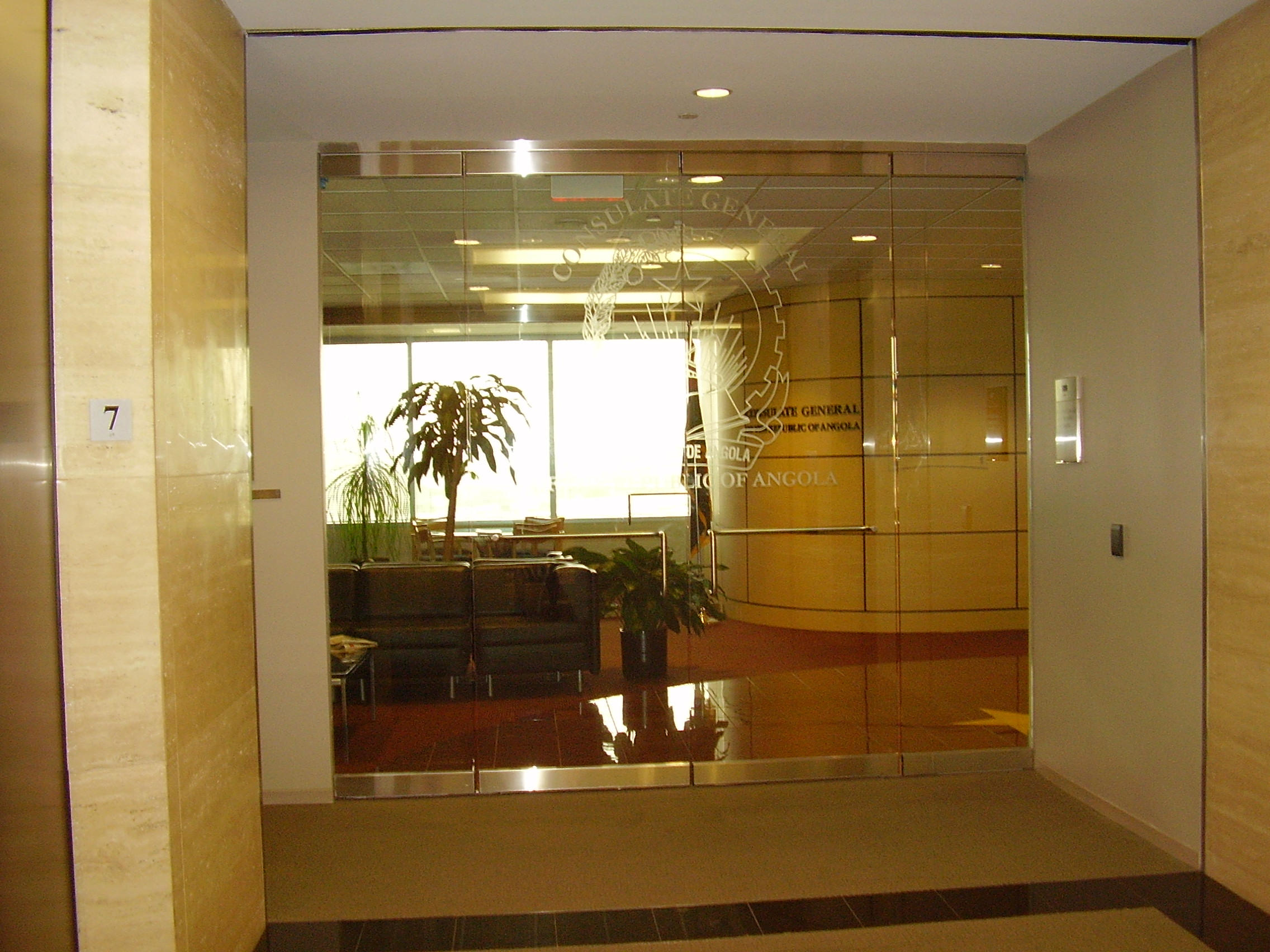
Consolat General d'Angola a Houston

El Consolat General d'Angola a Houston (portuguès: Consulado Geral de Angola em Houston) es troba a Suite 780 a 3040 Post Oak Boulevard del complex Lakes on Post Oak a Uptown Houston, Texas als Estats Units. La jurisdicció del consolat inclou Texas, Alabama, Arizona, Califòrnia, Florida, Geòrgia, Louisiana, Mississipi, i Nou Mèxic.
El consolat va obrir en 2001 i és situat a Houston a causa dels llaços de la ciutat amb la indústria petroliera d'Angola. Simon Romero de The New York Times va descriure el consolat com "una oficina empresarial luxosa decorada discretament amb els colors borgonya i or de la bandera de la nació." EDI Architecture va dissenyar la seu consolar. Els serveis consulars oferts són la inscripció i certificació de naixements, matrimonis i defuncions, administració del cens militar, emetre documents d'identitat i passaports.